# جيفري بوب
جيفري بوب (بالإنجليزية: Jeffrey Bub)‏ هو فيلسوف وفيزيائي جنوب أفريقي وأمريكي، ولد في 1942 في كيب تاون في جنوب أفريقيا.